# Драгољуб Сандић
Драгољуб Сандић Санди (Орешац крај Књажевца, 1951 — 23. децембар 2000) био је српски академски сликар-графичар.

## Биографија
Средњу уметничку школу завршио је у Нишу. Дипломирао је на Факултету примењених уметности у Београду 1977. у класи професора Милоша Ћирића на одсеку графичких комуникација, а на одсеку писма у класи професора Стјепана Филекија. Професионално се бавио графичким дизајном, креирањем и сликарством. Добитник је југословенских награда за дизајн, креирање и визуелне комуникације (Златно перо Београда, Награда Београда за политички плакат, Награда за модне креације итд). Више пута је био представник Југославије у Европском комитету за моду "МОДЕУРОП" - Цирих.
Аутор је серије поштанских марака у издању Заједнице југословенских пошта и аутор ликовног решења за луксузне телеграме у издању ЗЈПТТ.
Био је ликовни уредник и сарадник југословенских часописа за децу: Цврчак, Зека, Дечје новине; Ликовни уредник уџбеника у кућама МИП „Нота“ и Републички завод за уџбенике, Београд.
Аутор је писмовног слога старословенског писма „Ижица” коришћеног за сабрана дела Стевана Мокрањца.
Био је сарадник многих штампарија, издавачких кућа, удружења и друштвено-политичких организација. Био је учесник сликарско-конзерваторских радова на конзервацији у Гамзиграду и на фрескама у манастиру Студеница. Учествовао је на групним изложбама у земљи и иностранству.